# Kapela vára
Kapela vára egy középkori várrom Horvátországban, a Varasd megyei Ljubešćicához tartozó Kapela Kalnička határában.

## Fekvése
A romok Kapela Kalnička falutól keletre, a Kemléki-hegység Kamenec nevű nyúlványának északkelet-délnyugati irányú, keskeny fennsíkján találhatók. A hegység nyúlványa nyugaton három meredek oldalban végződik. A fennsík legkönnyebb gyalogos megközelítés keletről, egy növényzettel benőtt ösvényen lehetséges. Az ösvény a faluból egy meredek, helyenként mélyen bevágott úton, több éles kanyarral vezet felfelé, és a vár északkeleti falai előtt ér ki az erdőből.

## Története
Kapela vára egy olyan erődláncolat része, melynek sem építőit, sem építési idejét nem ismerjük. Mégis, a vár helyzete alapján, mely az egykori nagykemléki uradalomnak az északi, grebenvári és toplicai uradalommal határos részén állt feltételezhetjük, hogy építtetői a nagykemléki uradalom urai voltak. Ezt erősíti meg a vár első és egyetlen említése, mely a csázmai káptalan 1411. szeptember 14-én kelt dokumentumában történt, melyben a kapelai várjobbágyok erőszakoskodásáról ír, melyet a zágrábi káptalan varasd-toplicai uradalmán követtek el Neuhaus Zsigmond nagykemléki királyi várnagy parancsára. Eszerint tehát kapela várjobbágyai a nagykemléki várnagynak voltak alárendelve, így kétségtelen, hogy a kiváltságos alattvalók közé tartoztak. A vár későbbi sorsa ismeretlen. Kapela birtokosa a 17. században a Vojnovečki-Sakač család, valamint Stjepan Fortuna tábornok volt, aki 1636-ban a saját kapelai birtokrészét a varasdi jezsuitákra hagyta. A jezsuiták 1694-ig voltak birtokosai, ekkor birtokrészüket eladták a Sakačoknak.

## A vár leírása
A vár maradványai a Kamenec nevű magaslat lejtőjén találhatók. Bár méretei régészeti kutatások nélkül nem határozhatók meg, a látható maradványok alapján feltételezhetjük, hogy alaprajza hosszúkás és rendkívül keskeny volt. A körülbelül 100 x 20 m méretű, szabálytalan ötszögű vár hegyesszögű csúcsa délnyugat felé nézett. Északkelet felől, ahol a legkönnyebb volt a megközelítés egy nagy téglalap alaprajzú épület maradványai találhatók, melyek részben a föld alatt vannak, részben 3 m magasságig állnak. Ezt az épületet egy belső fal osztotta egy délnyugati kisebb, és egy északkeleti nagyobb helyiségre. Az északi oldalon erre az épületre támaszkodott egy ismeretlen hosszúságú, keskeny, téglalap alakú toldalék. Ha az említett épület hosszanti falainak fennmaradt részei vizuálisan egy vonalban folytatódnának, akkor egy hosszú, téglalap alakú épületet képezne, amelynek mérete kb. 11 x 9 m. Az épület alakja és tájolása alapján abba az irányba nézett, ahonnan az ellenség legkönnyebben megtámadhatja a várat. Lehetséges, hogy ez volt a vár fő védőtornya, és az északi oldalához kapcsolódó hosszú toldalék valójában egy védőfolyosó volt, amelyen át a várba lehetett bejutni Bár a megmaradt falak alacsonyak, a falak helyzete és vastagsága több emeletes épületre enged következtetni, amelyet hosszú nyeregtető borított. Az épület délnyugati oldalára hosszú északnyugati és délkeleti falak szerény maradványai támaszkodnak, amelyek egy rövidebb, délnyugati fallal egy egykori hosszú és keskeny, szabálytalan ötszög alaprajzú udvart zárnak be. Ezen belül két épület maradványa látható, melyek az erőd lebontott kőanyagából szárazon rakva épültek. Az udvar déli sarkában egy kör alakú épület jelentős maradványai találhatók, amelynek belső átmérője körülbelül 6 m, a külső pedig körülbelül 9 m. Elhelyezése miatt feltételezhető, hogy a vár délnyugati sarkának védelmére emelt torony maradványa, de az is lehetséges, hogy a meglévő maradványok egy kerek víztározó alapjaihoz tartoznak. Az említett kör alapú épület alatt a teljes délnyugati lejtő végighúzódó, egymás melletti, részben párhuzamos falmaradványok láthatók.